# Доломитски партизански одред
Доломитски народноослободилачки партизански (НОП) одред (називан и Полхограјски) је био партизанска јединица у саставу Народноослободилачке војске и партизанских одреда Југославије током Другог светског рата у Словенији.

## Историјат
Формиран је 1. јула 1942. од око 130 бораца организованих у 2 батаљона; средином јула нарастао је на 400 бораца. Као језгро за формирање одреда послужио је 4. батаљон Нотрањског НОП одреда. Средином новембра 1942. у саставу Одреда формиран је још један батаљон, који је ушао у састав бригаде Љубо Шерцер, као њен 3. батаљон. Дејствовао је на сектору од Љубљане на западу до линије Хотедршица—Жири у појасу између пруге Љубљана-Ракек и италијанска-немачке окупационе границе. Приликом формирања био је у саставу Треће групе НОП одреда, а реорганизацијом, у јануару 1943, ушао је у састав 3. оперативне зоне (Алпске). Истакао се у борбама против Италијана и белогардиста на сектору Доломита полхограјских, где је створио слободну територију, што је било од нарочитог значаја пошто се та територија налазила уз саму Љубљану, одакле су упућивани нови борци и разни материјал за потребе НОВ Словеније. Априла 1943. Одред је био принуђен да се, после тешких губитака у сталним борбама с Италијанима, повуче у Долењско, где је расформиран, а његово људство ушло је у састав прве четири словеначке бригаде. На територији Доломита полхограјских поновно је формиран нови Одред 16. септембра 1943, од 2 батаљона (око 250 бораца), али је после месец дана расформиран, а његово људство ушло је у састав бригада Триглавске дивизије (касније 31). По трећи пут Одред је формиран крајем јануара 1944 (170 бораца) ; дејствовао је на подручју Отлица—Чрни Врх—Логатец—Постојна—Поднанос. У другој половини децембра 1944. Одред  је расформиран, а његово људство ушло је у састав јединица 31. дивизије.